# Modulo Sperimentale Elettromeccanico

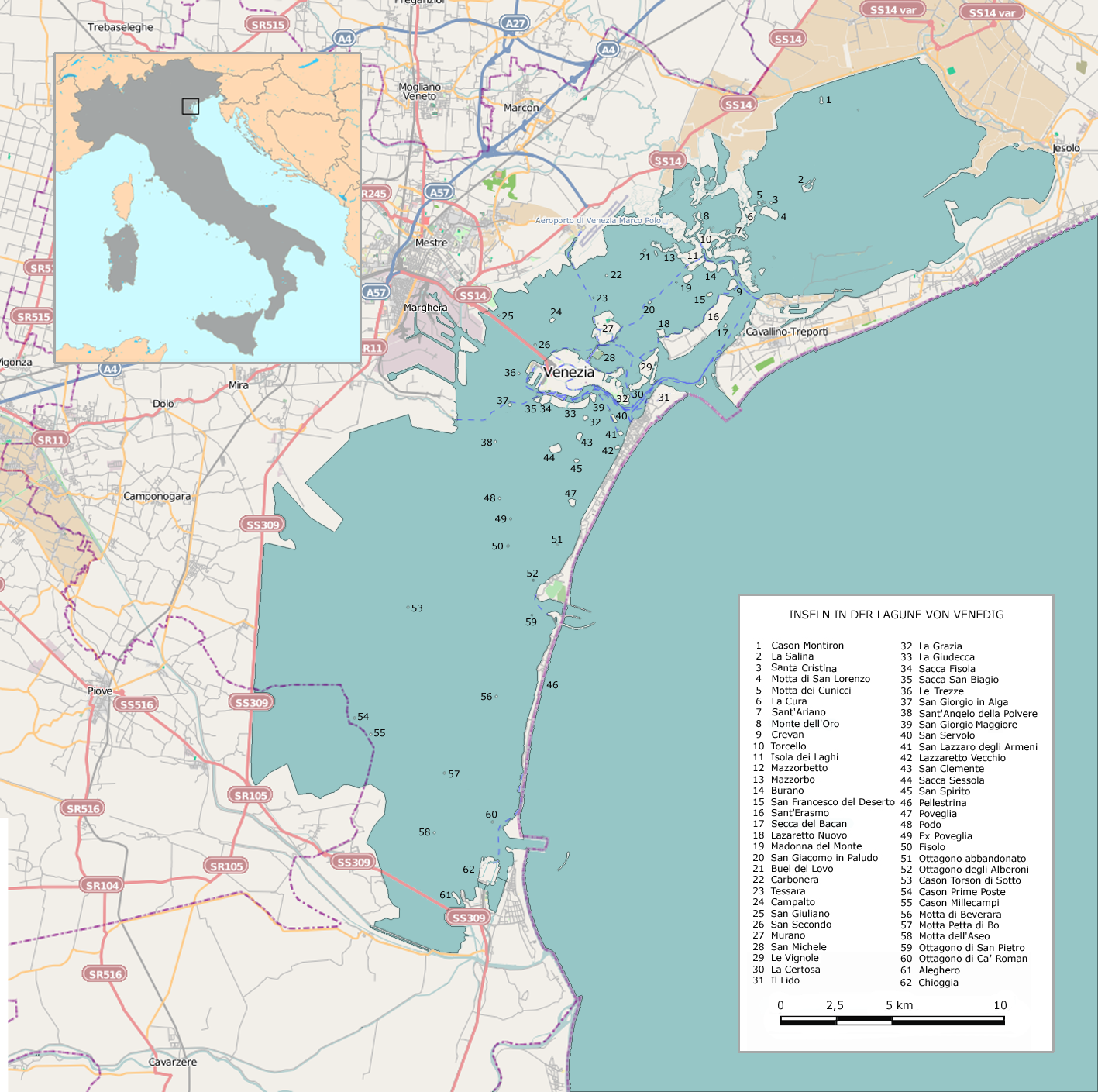
Karte der Lagune von Venedig

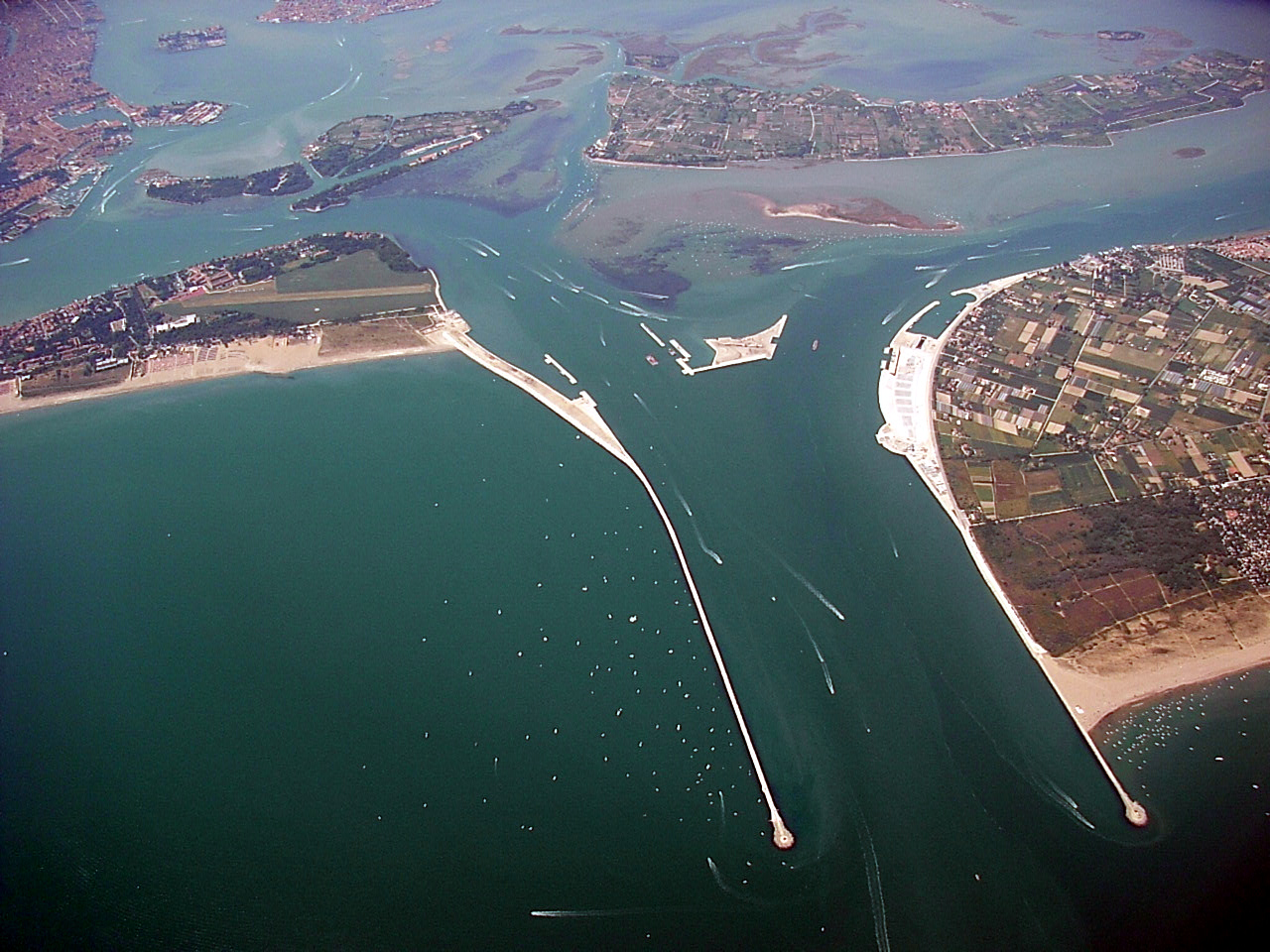
Luftaufnahme der Baustelle des MO.S.E.-Sperrwerks an der Porto di Lido, aufgenommen 2009

Das Modulo Sperimentale Elettromeccanico (kurz MO.S.E.) ist ein Sturmflutsperrwerk aus beweglichen Fluttoren. Es ist an den drei Öffnungen (ital. bocche) der Lagune von Venedig installiert und schützt das historische Zentrum Venedigs seit dem Jahr 2021 vor Hochwasser (ital. Acqua Alta). Das Apronym MO.S.E steht auch für das italienische Wort Mosè, das an den biblischen Propheten Moses erinnert, der beim Auszug aus Ägypten das Wasser des Roten Meeres geteilt hatte. Das Sperrwerk mit 78 beweglichen Fluttoren ist das größte Infrastrukturprojekt der Nachkriegszeit in Italien und kostete über sechs Milliarden Euro (Stand 2020).
Das Projekt wird von Beobachtern auch als Symbol für politische Gleichgültigkeit, Korruption und „bürokratischen Wahnsinn“ gesehen.
Italienische Umweltschützer waren beim Testbetrieb im Jahr 2020 überzeugt, dass aufgrund des Anstiegs der Meeresspiegel in Folge des Klimawandels die Anlage schon bei Inbetriebnahme zu niedrig konzipiert sei.

## Geschichte

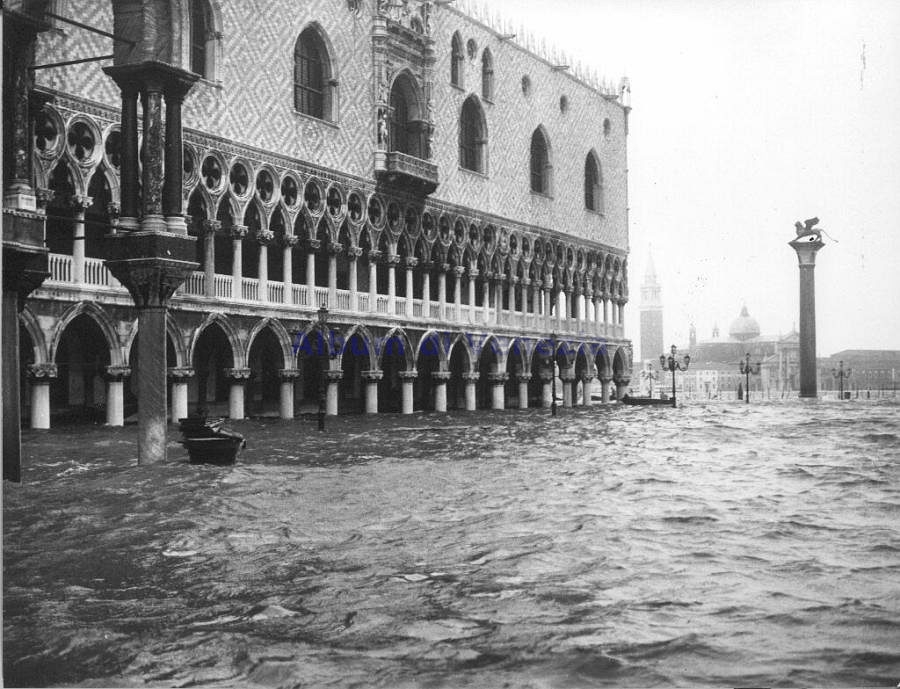
Der Dogenpalast im November 1966

Am 4. November 1966 stand das Wasser in Venedig 194 cm über Normalnull. Ein kräftiger Scirocco trieb Meerwasser in die Lagune. Spätestens zu diesem Zeitpunkt erkannte man die dringende Notwendigkeit, das Weltkulturgut Venedig vor dem Hochwasser zu schützen.
Durch das laufende Ausbaggern der Kanäle in die Stadt für die immer größeren Kreuzfahrtschiffe dringt das Meerwasser inzwischen auch schon bei geringem Hochwasser weiter in die Stadt vor.
1984 wurden erste Machbarkeitsstudien in Auftrag gegeben, die neben der Minimierung der Hochwasserschäden auch die hydrogeologische Gesamtsituation der Lagune zu berücksichtigen hatten. Zu diesem Zweck entstand im Auftrag der venezianischen Wasserbehörde bei Padua ein Becken, in dem alle Inseln, alle Sandbänke, die Gezeitenverhältnisse und Fahrrinnen der Lagune detailgetreu nachgebaut wurden. Unter Beteiligung von Wasserbauingenieuren der Universität Padua wurden dort die Auswirkungen von MO.S.E. auf die Feinmechanik des Wasserkreislaufs erforscht. Der sozialistische Ministerpräsident Bettino Craxi kündigte den Bau des aufklappbaren Sperrwerks an. MO.S.E. sollte 1995 in Betrieb gehen.
Am 14. März 2003 startete Ministerpräsident Silvio Berlusconi mit einem symbolischen Spatenstich die Bauarbeiten. Doch der politische Alleingang und die wirtschaftliche Beteiligung Berlusconis am Projekt führten zu zahlreichen Diskussionen und einem nationalen Streitthema. Der Bau wurde durch vier Ermittlungsverfahren wegen Korruption verzögert. Dutzende lokale Politiker und Unternehmer, die sich an MO.S.E. unrechtmäßig bereichert hatten, wurden verurteilt. Schmiergelder in Höhe von 250 Millionen Euro sollen geflossen sein (Siehe Abschnitt Korruption).
Einer der entschiedensten Gegner von MO.S.E. war der Philosophieprofessor Massimo Cacciari, bis 2010 parteiloser Bürgermeister von Venedig. Selbst nach dem Beginn der Bauarbeiten gab er seinen Widerstand nicht auf und untersagte die kostenmindernde Nutzung von Teilen des Arsenals zur Fertigung von Bauteilen für das Sperrwerk. Er stand in Konfrontation mit Giovanna Piva, die bis zum 31. Oktober 2010 Leiterin des Magistrato alle Acque war.
Aufgrund von Baustopps und Kürzungen hat sich die Fertigstellung um mehrere Jahre verschoben, ursprünglich war mit einer Inbetriebnahme im Jahr 2014 gerechnet worden. Nach abschließenden Tests sollte das Bauwerk Ende 2021 einsatzbereit sein. Am 10. Juli 2020 wurden offiziell und im Beisein von Ministerpräsident Giuseppe Conte und mehreren Ministern erstmals alle 78 Fluttore zugleich aufgerichtet.
Anfang Oktober 2020 wurde das System erstmals bei einem vom Tiefdruckgebiet Brigitte verursachten Hochwasser mit einer prognostizierten Höhe von 130 cm als tatsächlicher Schutz Venedigs eingesetzt.
Ungeklärt blieb, warum am 8. Dezember 2020 trotz einer prognostizierten Hochwasserhöhe von 145 cm und dem erfolgreichen Einsatz zwei Monate vorher das System nicht aktiviert wurde, so dass als Folge der Markusplatz und weitere Teile Venedigs wiederum unter Wasser standen.
Erster Regelbetrieb war vom 1. bis 3. November 2021 aus Anlass einer mittelschweren Sturmflut; durch das Hochfahren der Barrieren konnte Venedig vor größeren Zerstörungen bewahrt bleiben.

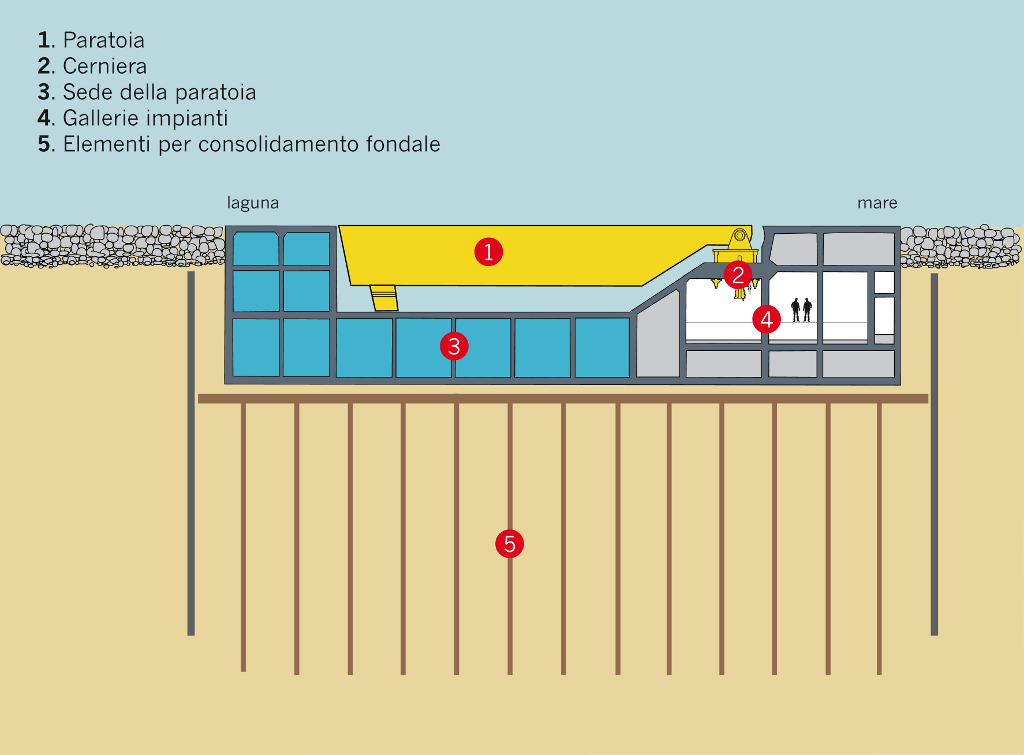
Querschnitt der Tore: 1. Tor, 2. Scharnier, 3. Caisson, 4. Zugangstunnel, 5. Gründungspfähle

## Finanzierung
Die Baukosten betrugen nach dem Stand des Jahres 2013 mindestens 5,4 Milliarden Euro, Experten befürchteten aber, dass sie bis 2014 rund 6 Milliarden Euro erreicht hatten. Die erwarteten jährlichen Wartungskosten liegen ab der Fertigstellung bei ca. 20 Millionen. Finanziert wird das Projekt überwiegend durch Gelder aus dem italienischen Staatshaushalt, einen 1,5-Milliarden-Euro-Kredit der Europäischen Investitionsbank, Gelder Venedigs und der UNESCO sowie mehrerer Stiftungen.
Ausgeführt wird der Bau durch die Firmengemeinschaft Consorzio Venezia Nuova, einem Zusammenschluss der 30 größten Baufirmen Italiens. Sitz der Gesellschaft ist der Palazzo Morosini im historischen Zentrum Venedigs. Zu dieser Firmengemeinschaft gehört auch die Finanzholding Fininvest S.p.A., die überwiegend Mitgliedern der Familie Berlusconi gehört.

## Korruption
Am 4. Juni 2014 wurden der Bürgermeister von Venedig Giorgio Orsoni und weitere 34 Politiker und Bauunternehmer wegen Geldwäsche, Veruntreuung und Erpressung im Amt im Zusammenhang mit MO.S.E. verhaftet. In den Korruptionsskandal war fast die gesamte politische Führung der Stadt Venedig und der Region Venetien verwickelt. Haft beantragt wurde auch für den ehemaligen Regionspräsidenten von Venetien Giancarlo Galan, der aber als Senator Immunität genoss. Nachdem das Parlament die Immunität im Oktober 2014 aufgehoben hatte, wurde auch er inhaftiert. Insgesamt seien etwa eine Milliarde Euro veruntreut worden. Durch die Aufarbeitung der Fälle standen die Arbeiten auf der Baustelle fünf Jahre lang still.

## Funktionsweise und Technik

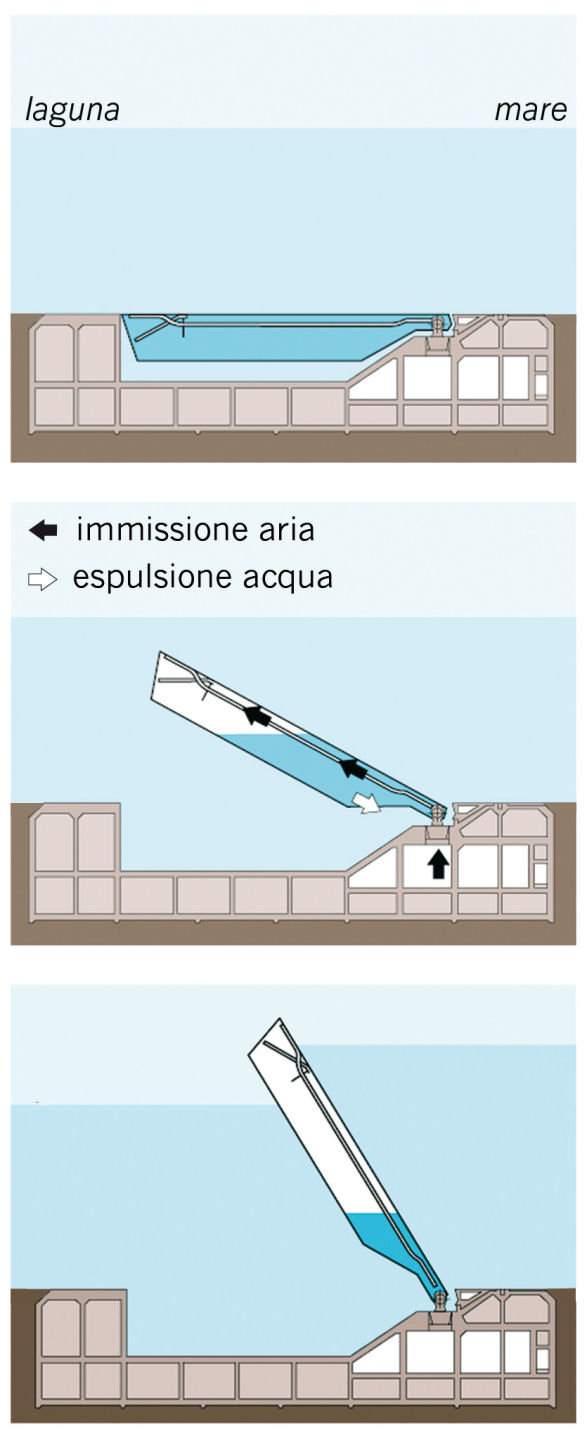
Funktionsprinzip der Tore

Bei Sturmfluten mit einer Hochwassermarke über 110 cm sollen künftig die drei Lagunenzufahrten, die Bocca di Lido, die Bocca di Malamocco und die Bocca di Chioggia, mit aufschwimmenden Barrieren verschlossen werden. Das Sperrwerk besteht insgesamt aus 78 beweglichen Elementen, 18 bei Chioggia, 19 bei Malamocco und 41 an der Bocca di Lido. Dort jedoch sind sie zwischen dem jeweiligen Ufer und einer künstlich geschaffenen Insel in der Mitte der Lagunenöffnung auf zwei Linien verteilt. In der Öffnung Lido-Treporti wurden 20 und in der Öffnung Lido-San Nicolo 21 Fluttore montiert. Das Prinzip wurde von den Toren großer Schiffsdocks übernommen. Die Klappen sind große Stahlkästen, die, wenn sie in ihren Schächten am Meeresboden liegen, randvoll mit Wasser geflutet werden. Sollen sie geschlossen werden, drückt Pressluft das Wasser heraus und die Tore richten sich auf.
Die Tore von MO.S.E. wurden mit aufwendiger Steuerungstechnik versehen. Die Tore sind 5 Meter stark, 20 Meter hoch und 30 Meter lang bei einem Gewicht von 250 t je Fluttor. Die Tore liegen mit nur 10 cm Abstand nebeneinander in ihrer Verankerung. Beginnend vom Ufer aus werden die Klappen nacheinander angehoben.
Der Vorgang vom ersten Anheben bis zur endgültigen Positionierung aller Fluttore dauert 30 Minuten. Die optimale Position der Tore ist bei einer Schräglage von 45 Grad erreicht, wodurch eine Wasserdifferenz von 2 m zwischen Lagune und Adria aufrechterhalten werden kann. Nach den Planungen der Konstrukteure kann das Sperrwerk in der Regel nach 4–5 Stunden mit dem Rückgang der Flut wieder abtauchen. In den Grund der Lagune sind Caissons aus Stahlbeton eingelassen, die 14 m hoch und jeweils 50 × 60 m groß sind. In jedem Caisson lagern 3 Schwimmklappen, die jeweils an 3,20 m hohen und 24 t schweren Scharnieren geführt werden. In der Ruhestellung tauchen die Klappen vollständig in die Caissons ein. Um den Schiffsverkehr in die Lagune auch während der Hochwasserphasen zu gewährleisten, wird der Einlass Malamocco mit einer Schleuse (370 m lang für Schiffe bis zu 280 m Länge und einem Tiefgang bis zu 12 Metern) ausgerüstet. Kleinere Häfen und Schleusen sind auch an den beiden anderen Einlässen vorgesehen.
Einer der kleineren Häfen an der Bocca di Lido wurde zeitweise trockengelegt, im CSM-Verfahren (Cutter-Soil-Mixing) abgedichtet und als Docks für die Herstellung der Caissons genutzt. Das CSM-Verfahren stellte sich nach umfangreichen Versuchen als das beste Verfahren zum Abdichten des Lagunenuntergrunds heraus. Dieser besteht bis zu einer Tiefe von 28 m aus unverfestigten Sedimenten. Dies sind über 95 % Komponenten aus Ton- und Feinsanden mit einer Korngröße von 0,002 mm bis 0,063 mm (sogenannter Schluff). Beim CSM-Verfahren wird der Boden unter ständiger Zugabe geeigneter Suspensionen (bei MO.S.E. im ersten Arbeitsschritt Bentonit) verflüssigt und in einer zweiten Phase durch die Zugabe von Zementsuspension gebunden.

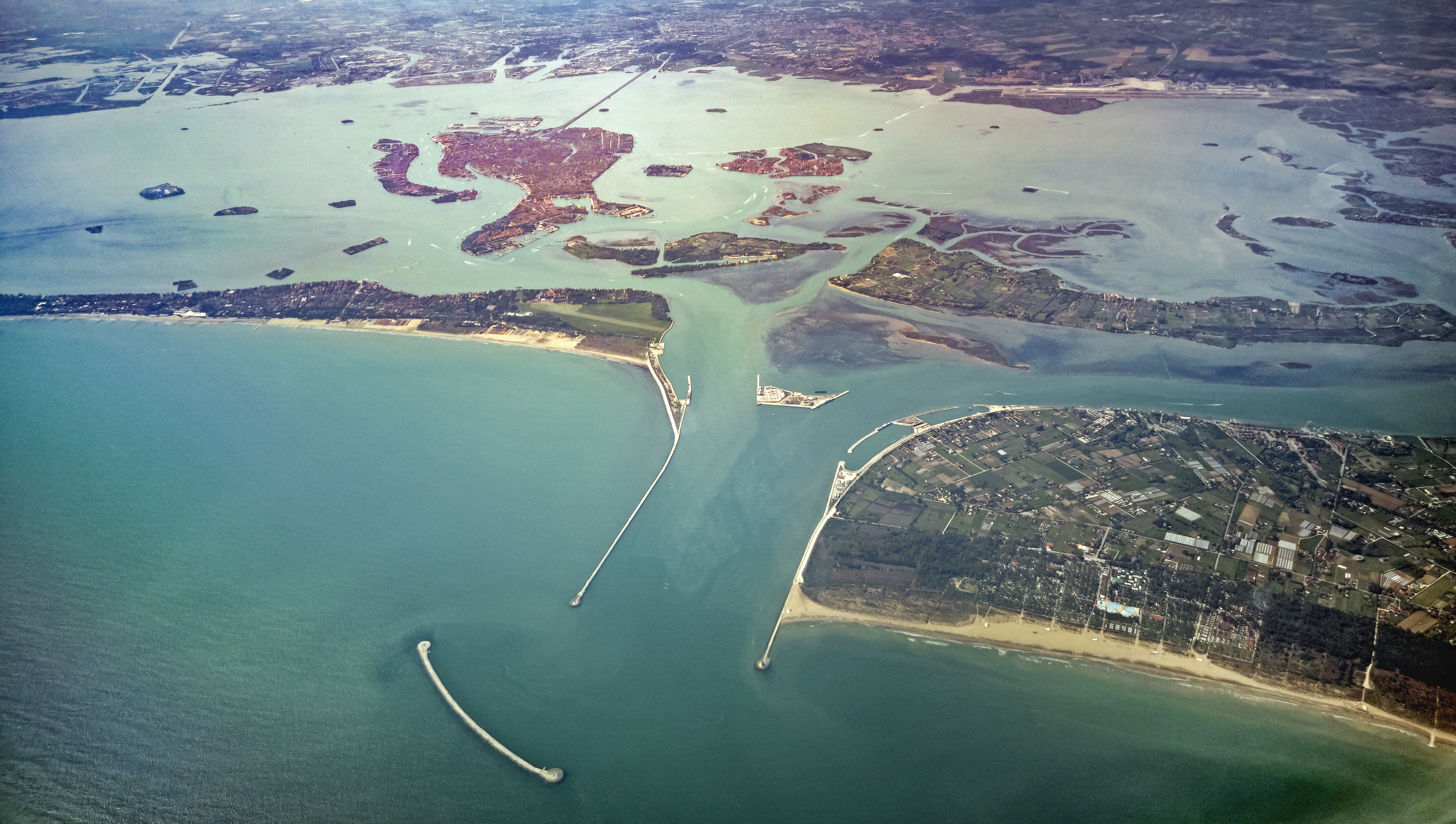
Stand der Bauarbeiten an der Bocca di Lido mit neuem Wellenbrecher (2019)

Für die Errichtung der Spundwände lieferte die HSP Hoesch Spundwand und Profil GmbH, eine Tochter der deutschen Salzgitter AG, Formteile im Gewicht von 15.500 t. Diese wurden zur Aufnahme des Wasserdrucks mit Rohren im Gesamtgewicht von 7.700 t der Europipe GmbH verstärkt. Bei der Abdichtung der Spundwände kam ebenfalls das CSM-Verfahren zum Einsatz. Für den Bau der Caissons entwickelten die Ingenieure ein besonderes Verfahren: Im späteren Schleusen- und Hafenbecken an der Bocca di Lido wurden große Stelenfelder angelegt. Auf den mannshohen Betonsäulen wurde die Schalung aufgebracht. Die fertigen Caissons wurden mit Hydraulikpressen angehoben und mit Hilfe von Rollen zur Verladung gezogen. Mit dem wohl größten Schwerlastaufzug Europas wurden anschließend die bis zu 20.000 t schweren Fertigbauteile am Rand des Hafens zu Wasser gelassen. Die Caissons erreichten schwimmend ihre späteren Liegeplätze, da sie als Hohlkörper gefertigt wurden. Schlepper zogen die Segmente dann an Ort und Stelle, wo sie mit Hilfe von GPS-Navigationshilfen ausgerichtet und durch Fluten der Luftkammern abgelassen wurden. Nach dem Absetzen wurde Schotter und Eisenschrott als Ballast in einzelne Hohlräume gefüllt, um die Caissons zu beschweren.
Entlang einer Seite wurden Inspektionsgänge eingerichtet, von denen aus Hebemechanismus und Pressluftanlage gewartet werden können.
Umweltauflagen sahen vor, dass der natürliche Wasserkreislauf zwischen Lagune und Adria durch die Einbauten nicht behindert würde und diese komplett im Meeresboden verschwinden müssten. Dafür wurden quer zur Fahrrinne 14 m tiefe und 50 m breite Gräben ausgehoben. Die Aufstellflächen für die Caissons wurden durch 40 m lange Rammpfähle verstärkt. Links und rechts der Gräben wurden auf dem Meeresboden Geotextilbahnen aufgebracht, um den Sedimentabtrag durch die Strömung in den Laguneneinfahrten zu reduzieren. Bei Malamocco, der wichtigsten Zufahrt für Großschiffe in die Lagune, befindet sich die Sperranlage 14 m unter dem Meeresspiegel.

## Betrieb
Im Jahr 2020 wurde der Testbetrieb der Anlage gestartet. Die jährlichen Betriebs- und Unterhaltskosten belaufen sich auf rund 100 Millionen Euro.

## Film
- Projekt Megabau / Gigantisch. Venedigs Hochwasser-Barrieren. (OT: Venice Flood Gates.) Dokumentarfilm, Kanada, 2009, 45 Min., Buch und Regie: Karen Pinker, Produktion: Barner-Alper Productions, Discovery Channel Canada, Reihe: Projekt Megabau (OT: Mega Builders), deutsche Erstsendung: 3. Februar 2009 bei Discovery HD[13]